# Эдмунд Горбатый, 1-й граф Ланкастер
Эдмунд Горбатый (англ. Edmund Crouchback, 16 января 1245 — 5 июня 1296) — английский принц, военный и государственный деятель, 1-й граф Лестер с 1265 года и 1-й граф Ланкастер с 1267 года, лорд-смотритель Пяти портов в 1264 году, главный сенешаль (стюард) Англии в 1265—1274, 1275—1294 годах, титулярный граф Шампани и Бри в 1276—1284 годах, сеньор де Бофор и де Ножан-л’Арто (по праву жены) с 1275/1276 года, наместник Гаскони с 1295 года, второй сын короля Англии Генриха III и Элеоноры Прованской, младший брат короля Эдуарда I, основатель Ланкастерской ветви Плантагенетов. В 1254 году римский папа предложил ему занять трон Сицилийского королевства, которое нужно было отвоевать у представителей династии Гогенштауфенов. Король Генрих III был серьёзно намерен утвердить сына на Сицилии и распространить власть Плантангенетов на Средиземноморье. Однако эти планы из-за недостатка средств так и не удалось реализовать, в итоге в 1263 году новый папа отменил дарение королевства, предложив его другому кандидату.
Во время политических потрясений 1258—1267 годов, которые переросли в настоящую гражданскую войну, Эдмунд неизменно сохранял верность отцу, хотя и не играл важной роли. После гибели в 1265 году главы мятежников Симона де Монфора, графа Лестера в битве при Ившеме его все замки и владения Генрих III передал второму сыну. Позже Эдмунду была передана и большая часть конфискованных владений другого мятежника — Роберта де Феррерса, 6-го графа Дерби. Благодаря этим и другим дарениям в руках принца оказались обширные поместья, которые в будущем составили ядро герцогства Ланкастерского. Также ему были пожалованы титулы графа Лестера и Ланкастера. На момент смерти владения Эдмунда располагались в 632 отдельных местах, распределенных по двадцати пяти графствам Англии и Уэльса, в основном сосредоточенных в Дербишире, Ланкашире, Линкольншире, Лестершире, Стаффордшире, Нортгемптоншире и Южном Уэльсе. Ежегодный доход принца составлял около 4500 фунтов, что делало его одним из богатейших английских магнатов XIII века.
В 1271—1272 году Эдмунд принимал участие в Девятом крестовом походе. После того как его брат под именем Эдуарда I стал королём Англии, активно участвовал в завоевании Уэльса. Первая жена Эдмунда умерла, не оставив детей. Вторым браком он в 1275 или 1276 году женился на Бланке д’Артуа, вдове короля Наварры. Благодаря этому Эдмунд до того, как дочь Бланки, Жанна Наваррская не вышла в 1284 году за короля Франции Филиппа IV Красивого, управлял от имени жены Шампанью и носил титул графа Шампани и Бри, пока муж его падчерицы не выкупил его за большую сумму. Но даже после этого он сохранил некоторые владения во Франции.
Связи Эдмунда с французским королевским двором сделали его важной фигурой в дипломатических переговорах между королями Англии и Франции, однако ему не удалось предотвратить войну 1294—1298 годов. В начале 1296 года он отправился отвоёвывать Аквитанию, конфискованную Филиппом IV, но во время военной кампании заболел и умер в Байонне. Его тело в следующем году было вывезено в Англию и торжественно захоронено в Вестминстерском аббатстве рядом с гробницей первой жены.

## Происхождение
Эдмунд происходил из королевской династии Плантагенетов, управлявшей Англией с 1154 года. Его отцом был Генрих III (1207—1272), король Англии с 1216 года, но самостоятельно королевством он начал управлять фактический с 1234 года. В 1236 году он женился на Элеоноре Прованской, дочери графа Прованса Раймунда Беренгера IV и Беатрисы Савойской. Точное количество детей, которое родилось в этом браке, неизвестно. Пережило младенчество двое сыновей, будущий король Эдуард I и Эдмунд, а также 3 дочери: Маргарита, ставшая в итоге женой шотландского короля Александра III, Беатриса, жена бретонского герцога Жана II, и рано умершая Екатерина. Кроме того, у Эдмунда было, вероятно, 4 младших брата, не переживших младенческий возраст.

## Ранние годы

### Детство
Эдмунд, второй из сыновей Генриха III, родился 6 января 1245 года, вероятно, в королевском Вестминстерском дворце. Его отец, обрадованный рождением ребёнка, преподнёс вышитую ризу главному алтарю Весминстерского аббатства и написал аббату Бери-Сент-Эдмундса об этом событии. По предложению аббата король назвал мальчика в честь короля Восточной Англии, принявшего мученическую смерть, который являлся одним из его любимых святых. Генрих III также заплатил за вышитую ризу из парчи, подаренную его женой во время ритуала очищения, и другую ризу, когда младенца крестили в королевской часовне. Перед приближением родов королевы Элеоноры король распорядился поставить тысячу свечей в церкви Святого Фомы Кентерберийского, чтобы обеспечить их благополучное разрешение и для молитв о сохранении ей здоровья. Пока шли роды, по распоряжению Генриха III пели антифон Святого Эдмунда.
Сведения о детских годах Эдмунда достаточно скудны. Сохранившиеся сведения указывают, что его воспитание было типичным для мальчиков его ранга в XIII веке. Минимум с октября 1246 года Эдмунд жил в Виндзорском замке вместе со своим старшим братом и сестрами. Он находился на попечении у Эймона Тёрбера, констебля замка, и, вероятно, обучался грамоте, верховой езде и другим навыкам, необходимых для принца. Не позже чем в 1255/1256 года для Эдмунда было создано собственное домашнее хозяйство, причём Эймон Тёрбер теперь стал его личным рыцарем. Кроме того, в записях указывается, что к нему было прикреплено ещё 2 йомена. Неизвестно, как часто принц выезжал в детские и юношеские годы за пределы замка, но в мае 1254 года он сопровождал родителей во время их поездки в Гасконь, где оставался до декабря. 

## Претендент наСицилийское королевство
В 1245 году римский папа Иннокентий IV объявил о низложении императора Фридриха II с занимаемых им престолов, в том числе и с Сицилийского королевства. Хотя после смерти императора его наследник Конрад IV был готов заключить мир с папой, Иннокентий IV не желал подобному, пока правитель Священной Римской империи оставался одновременно королём Сицилии. Поэтому он предпринимал усилия к тому, чтобы отвоевать Сицилийское королевство. С 1250 году Иннокентий IV начал предлагать сицилийскую корону родственникам английского и французского королей.
В 1252 году папа предложил королевство в качестве папского лена Карлу Анжуйскому, брату французского короля Людовика IX, и Ричарду Корнуольскому, брату Генриха III. Главным противником папства на Сицилии был Манфред, незаконнорождённый сын Фридриха II, который успешно защищал королевство от лица своего брата Конрада IV. В итоге ни один из претендентов не испытывал особого энтузиазма от этого предложения. В итоге Карл, занятый другими делами отказался, не удалось уговорить принять королевство и Ричарда, хотя его брат приложил к этому все усилия. Однако английский король был полон решимостью воспользоваться представившейся возможностью, поэтому начал переговоры с папой о передачи Сицилии своему второму сыну Эдмунду. 6 марта 1254 года папский нунций в Англии Альберто Пармский официально предложил принцу занять трон, 14 мая это предложение подтвердил и Иннокентий IV. В качестве короля Сицилии Эдмунд 30 октября 1254 года в Бордо пожаловал титул князя Капуи Томасу Савойскому, дяде своей матери, который был могущественным союзником Генриха III.
Чтобы не показалось, что Генрих III жаждет крови своих родственников, он медлил с принятием окончательного решения. Но смерть 21 мая 1255 года Конрада IV избавила короля от угрызений совести, хотя у того и остался малолетний сын Конрадин. 25 мая Генрих III приказал изготовить для сына в качестве короля Сицилии большую печать. В дальнейшем условия пожалования были уточнены новым папой Александром IV 9 апреля 1255 года.
По условиям заключённого договора Эдмунд обязался никогда не разделять Сицилийского королевство, не принимать императорскую корону, держать его в качестве папского фьефа, ежегодно выплачивать 2 тысячи унций золота. Кроме того, он был обязан передавать на службу в любой точке Италии 300 рыцарей сроком на 3 месяца, когда папе это понадобится. Генрих III был обязан от имени сына принести оммаж папе, сам Эдмунд должен был повторить церемонию, когда ему исполнится 15 лет.
Условия получения сицилийского престола были достаточно обременительными для английской короны. Кроме признания Эдмунда вассалом папского престола английский король должен был компенсировать папе 135 541 марку (90 360 фунтов), которые уже были потрачены на попытку изгнать Манфреда, сына Фридриха II, утвердившегося в Сицилии. Англия никогда не была богатым королевством. В декабре 1254 года Генрих III вернулся из экспедиции в Гасконь, имея долг в 350 тысяч марок. Собравшийся в 1255 году парламент никак не ответил на призыв короля о деньгах. В итоге в мае 1255 года папа Александр IV смягчил клятву Генриха III об участии в Крестовом походе В итоге взимаемая с Англии и Шотландии церковная десятина, направленная на организацию нового Крестового похода, должна была пойти на финансирование завоевания Сицилийского королевства. После согласования условий 18 октября 1255 года папский нунций кардинал Ульбандини официально объявил о пожаловании Сицилии английскому принцу, проведя церемонию, в ходе которой надел ему на палец кольцо, вручил ему инвеституру и принял оммаж за королевство. За это представление папским эмиссарам были сделаны богатые подарки. Матвей Парижский сообщает, что их алчность вызвала горесть у англичан.
Генрих III был серьёзно намерен утвердить сына на Сицилии и распространить власть Плантангенетов на Средиземноморье. По мнению Саймона Ллойда, об этом свидетельствуют переговоры, которые английский король провёл с вдовствующей королевой Плезанс, регентшей Кипрского королевства. Ей было предложено выйти замуж за Эдмунда, а её сына короля Гуго II — женить на Беатрисе, дочери Генриха III. Одновременно английский двор рассматривал возможность заключить брачный союз с Манфредом: по этому плану принц должен был жениться на его дочери, а сам Манфред должен был после заключения брака уступить сицилийский престол зятю. Однако ни одно из предложений так и не было реализовано.
План по завоеванию для Эдмунда Сицилийского королевства был крайне непопулярен в Англии. Требования короля и папы римского о крупной сумме, необходимой для его осуществления, стали главной причиной будущего конфликта Генриха III с баронами. Генриху III так и не удалось добыть все требуемые деньги. Папа просил Ричарда Корнуэльского одолжить брату, Генриху III, 40 тысяч марок, сам король просил брата поддержать его требования на парламенте. Однако собравшийся 18 октября 1255 года парламент проигнорировал обе просьбы и вновь отказался давать королю деньги. Тем не менее, согласно анналам Бёртона, Генрих III смог собрать 50 тысяч марок, отправив их на расходы, и поклялся, что отправится на Сицилию сразу же после дня Святого Михаила 1256 года. Для привлечения денег король пытался получить их от монастырей и делать займы у итальянских купцов, но только монахи Вестминстера согласились дать займ в размере 4 тысяч турских ливров. Из-за недовольства, которое его требования вызывали у монахов, король 15 февраля 1256 года издал указ, согласно которому клерки, отправляющиеся из Пяти портов, не должны вмешиваться в дела Сицилии. Поскольку взятые на себя обязательства сильно давили, Генрих III просил папу их смягчить, а 27 марта отправил письмо с просьбой от отсрочке.
При этом Манфред оказался слишком силён: полностью проигнорировав усилия папы, он сам в 1258 году короновался сицилийской короной. Несмотря на письмо, которое двадцать два магната Сицилийского королевства, в основном духовные лица, отправили Генриху III 18 марта 1256 года, выражая свою радость по поводу избрания Эдмунда своим королем, реальным эффектом известия об инвеституре Эдмунда на Апулию было то, что вся знать сплотилась вокруг Манфреда, выросшего там, против чужеземного короля, навязанного папой римским. Несмотря на крупные суммы, отправленные Генрихом III в Италию, а также усилия папы римского, изгнать нового сицилийского короля из Южной Италии не удалось. Возможно, для стимулирования рвения англичан в 1257 году из Рима было послано письмо, предупреждающее о том, что Манфред нанял наёмных убийц, поручив им убить английского короля и его сыновей.
Папский легат Рустанд, прибывший в Англию проповедовать за крестовый поход против Манфреда, требовал у монахов и епископов собрать деньги на поход, но те отказались выполнять несправедливые требования папы. При этом папский легат имел очень широкие права: он мог вмешиваться в дела всех клириков, имевших более чем один бенефиций, а также собирать годовой доход со всех бенефиций, где отсутствовал священник, если только епископ не подтверждал, что отлучка связано с обучением. На собравшемся в середине Великого поста 1257 года парламенте Генрих III попробовал новый способ: Эдмунд, наряженный в апулийскую одежду, обратился с трогательной просьбой выделить деньги для поддержки его притязаний. Но все усилия короля были безуспешны, его английские подданные резко выступили против королевского плана. Максимум что удалось королю — выжать у сопротивляющихся епископов 42 тысячи марок, но и те увязали их с заявлением о нарушении их прав, содержащим 50 пунктов. В итоге Генрих III наконец то стал сомневаться в возможности успешного завоевания Сицилии.
Король чувствовал себя настолько беспомощным, что 28 июня 1257 года отдал распоряжение Симону де Монфору, графу Лестеру, и Пьеру Савойскому начать переговоры с Францией о заключении мира. Кроме того, он приказал, чтобы все деньги, собранные для крестового похода, были помещены в Темпле, а не отданы итальянским купцам, чтобы погасить долги папы, взятые от его лица. Однако Александр IV приказал своим агентам не обращать внимания на приказы английского короля.
Обсуждение вопроса о распространении власти Плантагенетов на Сицилийское королевство оказалось частью более широких политических проблем в Английском королевстве, которые привели в июне—июле 1258 году к принятию Оксфордских провизий и попыткам баронов контролировать короля. В итоге баронский совет, который стал действовать в соответствии с заключённым соглашением, написал папе письмо, в котором пожаловался, что решение о завоевании Генрихом III Сицилийского королевства было принято вопреки желанию баронов и просили об улучшении условий. Папа это сделать отказался и 18 декабря 1258 года потребовал возврата к предыдущему договору. Генрих с одобрения сына всё же не желал отказываться от сицилийской короны. В марте 1261 года Эдмунд даже послал своим сицилийским подданным призыв готовиться к тому, что он лично приедет в королевство. В ноябре он обратился к королю и королеве Франции, а также королю и королеве Наварры, прося их ходатайствовать перед папой в пользу Эдмунда. Переговоры с папством, периодически прерываемые из-за изменчивой политической ситуации в Англии, продолжались до тех пор, пока новый папа Урбан IV 28 июля 1263 года не отменил дарение Сицилии, освободив Генриха III и Эдмунда от их обязательств. К этому моменту сицилийский трон вновь был предложен Карлу Анжуйскому, который на этот раз решил принять его и приступил к отнятию королевства у последних Гогенштауфенов. Последним актом Генриха III в этой истории было поручение архиепископу Тарентскому, Симону де Монфору, Пьеру Савойскому и Джону Манселю отречься от сицилийского престола от его имени и имени Эдмунда.

### Гражданская война
В 1258—1265 годах Эдмунд был больше занят делами, связанными с английским королевством. С ноября 1259 и до апреля 1260 года он сопровождал отца во Францию. Там он дал требуемое от него официальное согласие на отказ Генриха III от прав на Нормандию, Анжу, Мэн и Турень в соответствии с условиями заключённого в 1259 году Парижского договора. Летом 1262 года Эдмунд вновь сопровождал отца во Францию, а в сентябре вернулся в Англию, чтобы оправиться от тяжёлой болезни. В ответ на угрозу со стороны князя Северного Уэльса Лливелина ап Грифида он был назначен на почётную должность капитана королевских войск в Англии с инструкцией не допускать проведения парламентов, пока король находится за границей.
В середине лета 1262 года Эдмунд был занят, пытаясь вместе с отцом и старшим братом Эдуардом добиться отмены Оксфордских провизий. 22 июля он отправился во Францию, сопровождая Генриха III, желавшего, вероятно, заручиться поддержкой короля Людовика IX против английских баронов. Визит продолжался до 2 февраля 1263 года.
Поскольку в Англии возникла реальная угроза гражданской войны, в июне 1263 года Эдмунд был назначен лордом-смотрителем Пяти портов. Узнав о начале военных действий, принц сразу же поспешил из Лондона в стратегически важный Дуврского замка. 10 июля Генрих III написал сыну и Роберту де Гластону, констеблю Дуврского замка, с просьбой сдать замок епископу Лондона Генри Сэндвичскому, представителю баронов, в качестве «предварительного условия для мирных переговоров». Но они отказались выполнять её, ответив в письме от 28 июля, что подобное было бы нарушением долга, пока не будет надлежащим образом заключён мир. Потребовалось новое личное распоряжение короля, чтобы Эдмунд и Роберт де Гластон сдали замок. 21 сентября того же года принц встретился в Кентербери с братом Эдуардом.
По источникам, в достоверности которых высказывались сомнения, после битвы при Льюисе Эдмунд был включён в число пленников Симона де Монфора. При этом известно, что летом 1264 года он отправился во Францию, сопровождая мать, помогая ей набрать наёмников во Фландрии и других местах для вторжения с ними в Англию для поддержки отца. Однако нехватка денег для оплаты их услуг у королевы привела к тому, что армию пришлось распустить.
Эдмунд вернулся в Англию вместе с матерью только 30 октября 1265 года, уже после битвы при Ившеме, состоявшейся 4 августа, когда победа сторонников короля уже была обеспечена. Но Генрих III и его советники издали крайне неразумный и радикальный акт о конфискации владений всех тех, кто сражался при Кенилуэрте и Ившеме на стороне Симона де Монфора. Это привело к длительному сопротивлению «лишённых наследства», базой которых стал замке Кенилуэрт. В этот длительный период политической нестабильности Эдмунд не играл серьёзной роли. Вскоре после рождества 1265 года его отдали в качестве одного из заложников, гарантировавших безопасность Симона де Монфора Младшего, который прибыл из своего убежища на Эксхольме для лечения. Однако хронист из Уэверли сообщает, что когда Симон увидел заложников, которых отдавали за него, в королевском лагере, он понял, что его предали. И действительно, ему так и не позволили вернуться в Эксхольм. Симона держали в строгом заключении, пока ему не удалось бежать в Уинчелси, а оттуда во Францию.
Летом 1266 года Эдмунд находился с войсками в Уорике, имея обязанности пресекать грабежи, совершаемые «лишёнными наследства» из замка Кенилуэрта. Несмотря на его присутствие, они могли грабить окрестности и даже решились напасть на Уорик и сжечь его. Однако принц напал на них и захватил некоторых в плен, включая некоего Генри из Пембриджа, а остальных отогнал обратно в замок, который осадила королевская армия. Во время осады Кенилуэрта, продолжавшейся с 25 июня по 14 декабря 1266 года, Эдмунд командовал одним из четырёх задействованных королевских отрядов, которые по отдельности осаждали его с четырёх сторон. Гарнизон замка сопротивлялся изо всех сил, пока, перенеся тяжёлые лишения, не получил условия, получившие условия «Кенилуэртский приговор». Согласно им, мятежники смогли обратно выкупить конфискованные владения за сумму, в 5 раз превышающие их годовой доход. Вскоре после капитуляции защитников король отдал Кенилуэрт Эдмунду.
В феврале 1267 года Эдмунд был отправлен вместе с Робертом Уолерандом договариваться о мире с Ллевелином ап Грифидом. Их переговоры способствовали заключению договора в Монтгомери, согласованного 25 сентября 1267 года.

## Граф Ланкастер
С. Ллойд отмечает, что Эдмунд наиболее значим в истории благодаря тому, что он собрал в своих руках обширные поместья, которые в будущем составили ядро герцогства Ланкастерского. Начало этому процессу было положено 26 октября 1265 года, когда Генрих III передал сыну онор и графство Лестер, а также все замки и владения, конфискованные у Симона де Монфора и Николаса де Сегрейва. При этом официального пожалования титула графа Лестера не было до января 1267 года. 26 декабря всем арендаторам владений, которые ранее принадлежавших Монфору и Сегрейву, были выданы распоряжения отчитываться за них перед королевским сыном. Всего их было выдано 1266. 28 июня 1266 года Эдмунду также были пожалованы замки и земли, конфискованные у мятежного Роберта Феррерса, 6-го графа Дерби, за которым 12 июля последовала и передача онора Дерби. Хотя по условиям Кенилуэртский приговор от 30 октября 1266 года граф Роберт имел права добиваться их возвращения, выплатив Эдмунду 50 тысяч фунтов, бывший граф Дерби в результате юридических судебных махинаций со стороны нового владельца его земел и короля Эдуарда I проиграл судебные процессы 1270 и 1274 годов. Он смог возвратить для себя и своих наследников только несколько владений, поскольку ни Роберт де Феррерс, ни его наследники так и не смогли выплатить требуемую сумму.
В 1265—1268 годах Эдмунд получил от отца много других пожалований, в том числе замки Билт, Кидвелли и Ширберн, а также замки и графства Кардиган и Кармартен (обменянные на другие владения в ноябре 1279 года). Самым же важным из них оказалось передача ему 30 июня 1267 года онора, графства, города и замка Ланкастер, а также всех королевских владений в Ланкашире. Фактически Эдмунд стал графом Ланкастером, владельцем «Трех замков» (Гросмонта, Скенфрит и Уайткасл) и замка Монмут в Монмутшире, а также некоторых других владений, включая Ньюкасл-андер-Лайм и онор и замок Пикеринг. В документах упоминается, что он был подотчётен королю за все доходы с графства Ланкастер в качестве наследственного шерифа за последнюю четверть правления Генриха III и первые 12 лет правления Эдуарда I. При этом титул графа Ланкастера Эдмунд стал использовать только с декабря 1276 года.
8 или 9 апреля 1269 года Эдмунд женился на Авелине де Форц, наследнице графств Холдернесс, Девон и острова Уайт, надеясь унаследовать эти владения. Авелина была дочерью и наследницей Изабеллы де Редверс, сестры и наследницы Болдуина де Редверса, графа Девона. Однако она умерла 11 ноября 1274 года, раньше матери, не успев унаследовать её владения. Из-за её бездетности они в итоге перешли к другим наследникам. Тем не менее, даже без этих земель согласно посмертному расследованию в 1296 году владения Эдмунда располагались в 632 отдельных местах, распределенных по двадцати пяти графствам Англии и Уэльса, а также сосредоточенные в Дербишире, Ланкашире, Линкольншире, Лестершире, Стаффордшире, Нортгемптоншире и Южном Уэльсе. Их размер составлял 265 и 1/5 рыцарских фьефов. Кроме того, в его руках находилось 16 замков, в том числе и самые важные в стране. Подобные огромные пожалования были наградой за непоколебимую поддержку Эдмундом отца в 1260-е годы, а также составляли частичную компенсацию за невозможность получить Сицилийское королевство. Ежегодный доход принца составлял около 4500 фунтов, что делало его одним из богатейших английских магнатов XIII века. И именно Эдмунд приобрёл Савойский дворец, ранее принадлежавший Пьеру Савойскому, дяде его матери, ставший его основным местом жительства, когда принц бывал в Лондоне.
Как отмечает историк Уолтер Родес, о характере власти и привилегий, которыми Эдмунд пользовался в своих владениях, свидетельствуют несколько королевских пожалований. 12 января 1267 года Генрих III даровал сыну права владеть всеми своими землями и поместьями со всеми вольностями и свободными обычаями, в которых Эдмунд обладал очень широкими правами. В валлийских владениях власть Эдмунда, как и у других лордов марки, была фактически королевской. В своих поместьях как в Англии, так и в Уэльсе, принц пользовался правом, аналогичным королевскому праву снабжения. 

## Крестовый поход
После того, как в Англии наступил мир, Эдмунд решил обратить свои помыслы к Крестовому походу. Ещё в 1250 году Генрих III поклялся взять крест, эта клятва так и оставалась невыполненной. В 1268 году папа Климент IV распорядился, чтобы его легат в Англии Оттобоне выплатил Эдмунду соответствующую сумму из денег, если тот исполнит клятву отца. Однако вскоре от этого плана отказались, поскольку желание отправиться в Крестовый поход изъявил принц Эдуард, старший сын Генриха III.
Оба брата, наряду с другими англичанами, принесли обет крестоносцев на заседании парламента, который проходил в Нортгемптоне в июне 1268 года. Сам поход начался в 1270 году. Принц Эдмунд согласился служить брату и обязался предоставить 100 рыцарей в обмен на выплату 10 тысяч марок и доставку их к месту. Он тщательно спланировал свои действия и покинул Англию в феврале или марте 1271 года, назначив управлять своими владениями с очень широкими полномочиями мать, Элеонору Прованскую. До Святой Земли Эдмунд добрался в августе 1271 года, присоединившись к брату. Он был вместе с ним в Акко. Несмотря на то, что принц заранее предпринял ряд мер по сбору необходимой ему суммы, он испытывал там серьёзные финансовые затруднения и был вынужден занимать у кредиторов в Акко, в то время как мать собирала для него дополнительные деньги дома.
О действиях Эдмунда во время крестового похода известно мало. По сообщениям Уинтонских анналов, он там ничего не добился. В Святой Земле Эдмунд оставался до мая 1272 года. В Англию он вернулся раньше брата — вскоре после смерти отца в декабре 1272 года. Лондонцы радостно встретили принца, после чего он отправился к матери в Виндзор.
До конца жизни Эдмунда практически постоянно существовала реальная перспектива, что он вновь отправится в крестовый поход. Так в декабре 1276 года Эдуард I уполномочил своих послов при папском дворе добиться обязательства, чтобы его или брата отправили в следующий поход в Святую Землю. Новый английский король явно желал, чтобы именно Эдмунд от его имени возглавлял англичан, поскольку обязательства, накладываемые на него титулом, препятствовали его личному участию в экспедиции. В последующие годы Эдуард I направлял посольства к папам Николаю III и Мартину IV в августе 1280, апреле 1281 и январе 1282 годов, настаивая на этом плане, одновременно убеждая архиепископов Кентерберийского и Йоркского лоббировать его интересы при папском дворе. Письма, которые последовали за этим, рекомендовали Эдмунда в качестве потенциального лидера крестового похода, однако все сменявшие друг друга папы непоколебимо стремились к тому, чтобы его возглавлял лично Эдуард I. В итоге после длительных переговоров в июне 1287 года Эдуард I согласился принять крест; вероятно, его примеру последовал и Эдмунд. О его обете встречается упоминание в папской булле от ноября 1289 года. Однако этот обет так и остался невыполненным до его самой смерти.

## На службе у Эдуарда I
Как отмечает С. Ллойд, отношения Эдмунда с его старшим братом, ставшим после смерти отца королём под именем Эдуарда I, были достаточно близкими. Они редко ссорились, а готовность сотрудничать с королём по вопросу Крестового похода была типична для их отношений. Самый серьёзный конфликт между ними произошёл в 1274 году, когда Эдмунд, судя по источникам, не явился на коронацию Эдуарда I. Это произошло после того, как новый король отказался предоставить брату право нести на церемонии меч Эдуарда Исповедника, на которое тот претендовал в качестве главного сенешаля Англии. На эту должность Генрих III назначил сына пожизненно 9 мая 1269 года. Впрочем, вскоре братья помирились, а Эдмунд отказался за себя и своих наследников от притязаний на должность сенешаля, после чего в феврале 1275 года Эдуард I вновь пожизненно назначил его на неё. В том же 1275 году между ними вновь возник конфликт из-за денег, которые Генрих III и папство выделили на покрытие расходов за участие в Крестовом походе. Впрочем, и этот спор был быстро решён. Несмотря на то, что позже возникали новые конфликты, они не имели большого значения. Преданность Эдмунда своему старшему брату, как и ранее отцу, была отличительной чертой, характеризовавшей всё его поведение.
После начала завоевания Эдуардом I Уэльса Эдмунд играл в нём значительную роль, особенно учитывая его интересы как одного из наиболее важных лордов Валлийской марки. После стремительного ухудшения отношений между Эдуардом I и Лливелином ап Грифидом Эдмунд 12 декабря 1276 года получил вызов в Вустер — главный пункт сбора английской феодальной армии, куда ему было велено явиться к 1 июля 1277 года. Во время войны 1277 года Эдмунд командовал одной из армий. Его базой была барония Кармартен, откуда он двинулся в Лланбадарн, прибыв туда не позже 25 июля. Здесь Эдмунд сразу же отдал приказ о строительстве нового замка, позже названного Аберистуит. За его строительством был поставлен наблюдать Роджер де Молис, после чего граф Ланкастер 20 сентября вернулся в Англию, распустив свою армию.
Во второй валлийской войне 1282—1283 годов Эдмунд вновь командовал армией в Южном Уэльсе. Хотя иногда утверждается, что именно он непосредственно ответственен за захват и казнь Лливелина, однако это известие не соответствует действительности. После того как в июне 1283 года был захвачен Давид ап Грифид, валлийскому сопротивлению пришёл конец. Эдмунд был одним из лордов, вызванных на Михайлов день 1283 года в парламент, собравшийся в Шрусбери, на котором было принято решение о казни валлийского князя. С ноября 1294 по май 1295 года большую часть своего времени граф Ланкастер провёл в Уэльсе, участвуя в подавлении восстания Мадога ап Лливелина.

## Второй брак и дипломатическая деятельность во Франции
Хотя Эдмунд достаточно хорошо служил брату в качестве военачальника, не менее ценной была его служба в качестве посредника и дипломата в контексте сложных и часто чреватых осложнениями отношений Эдуарда I с Французским королевством, которые существовали в конце XIII века. Он был не только братом английского короля, но и двоюродным братом французского короля Филиппа III, отца Филиппа IV. Кроме того, между 18 декабря 1275 года и 18 января 1276 года Эдмунд вторично женился на Бланке д’Артуа, дочери графа Роберта I д’Артуа и вдове Генриха I Толстого, короля Наварры и графа Шампани. Этот брак вызвал недовольство графа Роберта II д’Артуа, брата Бланки, считавшего, что Эдмунд враждебно относится к Франции и может помешать планам французского короля относительно владений Жанны Наваррской.
Благодаря второму браку Эдмунд в течение 8 лет от имени жены управлял Шампанью — одним из крупных французских феодов, пока её наследница, дочь Бланки Жанна Наваррская, в 1284 году не вышла замуж за короля Филиппа IV. В результате Эдмунду был пожалован титул пфальцграфа Шампани и Бри, который он носил, пока французский король за значительную сумму не выкупил остаточные права на него. Несмотря на это, английский принц продолжал от имени жены владеть различными французскими землями, в частности, Бофором и Ножан-сюр-Марн. И ещё в 1287 году в официальном документе в Шампани упоминается как «граф Эдмунд». В английских списках жалованных грамот он упоминался с титулом «граф Ланкастерский и Шампанский».
В 1276—1278 и 1281—1282 годах Эдмунд регулярно путешествовал между Англией и Шампанью. Большую часть времени он проживал в Провене. Существует легенда, что именно оттуда он привёз в Англию розы, неправильно называемые прованскими. Минимум один раз, в 1276 году, он посетил и Наварру. К шампанским делам он проявлял мало интереса; его наиболее значительным вкладом в них было подавление в январе 1280 года восстания в Провене, когда его жители подняли мятеж в знак протеста против тяжёлого финансового бремени, наложенного на них. Тем не менее, частое пребывание Эдмунда во Франции, положение во французском обществе и личные связи — как непосредственные, так и через жену — делали его очень полезным для Эдуарда I в качестве дипломата. Так в 1279 году он участвовал в переговорах с Филиппом III относительно претензий английского короля на Аженуа и Керси, а также жены Эдуарда I, Элеоноры Кастильской, на графство Понтье. В 1291 году Эдмунд был назначен наместником Понтье от имени принца Эдуарда — будущего короля Эдуарда II.
Наиболее важной была роль Эдмунда в англо-французской дипломатии, предшествовавшей войне 1294—1298 годов. Так в начале 1294 года Эдуард I отправил брата с посольством к Филиппу IV, чтобы урегулировать разногласия по поводу юрисдикции над Аквитанией и владений внутри Аквитании, а также из-за конфликта, который вспыхнул между нормандскими и гасконскими моряками, кульминацией которого стало разграбление Ла-Рошели в мае 1293 года. Английский король всячески стремился избежать войны, поэтому Эдмунду и его советникам было поручено договориться с французским королём о мире. В результате в феврале 1294 года был заключён так называемый «секретный договор», который должен был урегулировать напряжённость в отношениях между странами, возникшую из-за положения английского короля в Аквитании. Однако из-за двуличности и недобросовестности французского короля, отсутствия осторожности и наивности Эдмунда или влияния могущественной фракции противников Плантагенетов при французском дворе договор так и не был выполнен, в результате чего в мае того же года было объявлено о конфискации Аквитании. В итоге Эдмунд сложил феодальную присягу Филиппу IV и вернулся вместе с женой в Англию.

## Война с Францией, смерть и наследство
С самого начала войны Эдуард I намеревался во многом положиться на брата. Уже 1 сентября 1294 года он написал гасконским феодалам, что посылает к ним Эдмунда, который должен отвоевать Аквитанию у Франции. Однако этим планам помешала сначала война в Уэльсе 1294—1295 годов, а затем принц граф Ланкастер заболел. Только в январе 1296 года Эдмунд, назначенный наместником Гаскони, в сопровождении Генри де Ласи, графа Линкольна, наконец отплыл вместе со значительным отрядом, чтобы привезти подкрепления к войскам, ранее отправленным войскам и собранным в Юго-Западной Франции.
Вперёд Эдмунд отправил гонцов с просьбой разрешить ему пройти через Бретань, чтобы дать отдых своим войскам и собрать провизию. Однако его посланники были повешены бретонцами. В отместку он разграбил герцогство.
Экспедиция мало чего добилась. Поднявшись вверх по Жиронде до Бура и Блая, Эдмунд высадился в устье и собрал все силы, которые смог. Его армия насчитывала более 2 тысяч латников. В марте он двинулся на Бордо. Захватив по пути 2 небольших города, Эдмунд 28 марта достиг окрестностей города. Однако у оккупировавших Бордо французов было достаточно времени для подготовки, поэтому взять его не удалось. Хотя нескольким солдатам всё же удалось прорваться внутрь, ворота за ними закрылись и их захватили в плен. Затем, по некоторым сведениям, была предпринята попытка подкупить некоторых горожан, чтобы они сдали город англичанам, но их раскрыли. Поскольку деньги были на исходе, а также были получены известия о движении к Бордо крупной французской армии под командованием графа Роберта II д’Артуа, Эдмунд снял осаду и двинулся к Байонне.
На Троицу Эдмунд заболел и 5 июня 1296 года умер в Байонне. Она распорядился, чтобы его тело не хоронили, пока не будут выплачены все долги, поэтому оно было забальзамировано и хранилось францисканцами в Байонне. Только в 1297 году его отправили в Англию, где с почестями похоронили в Вестминстерском аббатстве.
Искусно вырезанная гробница Эдмунда сохранилась и располагается рядом с захоронением Эдуарда I. Там же рядом с северной стороны пресвитерия располагается и небольшая гробница с балдахином его первой жены, Авелины де Форс.
Вторая жена Эдмунда, Бланка д’Артуа, родившая ему трое сыновей и дочь, пережила мужа. Наследовал ему старший сын Томас.
О характере Эдмунда известно мало. Как и многие члены королевской семьи, он был благочестив и был крупным покровителем и, возможно, основателем францисканского монастыря в Престоне (Ланкашир) и доминиканского церковного дома в Лестере. Кроме того, он помогал жене в основании в 1293 году дома монахинь ордена Святой Клары за пределами лондонских старых ворот. При этом, учитывая огромное богатство Эдмунда, это церковное покровительство было достаточно ограниченным. В 1270 году Эдмунд, вероятно, готовясь к Крестовому походу, пожаловал поместье Бир Реджис монахиням из Тарранта. В 1278 году он пожаловал поместье Эмблдон оксфордскому Мертон-колледжу, в 1285 году выделил ежегодную ренту в 20 шиллингов на лампы для монастыря Финкел, а в 1289 году — 6 шиллингов и 8 пенсов Монмутскому монастырю. В 1286 году монастырь Берскоу получил рынок, а между 1287 и 1296 годами Уэрскому монастырю была предоставлена ежегодная рента в 9 фунтов.
Наиболее значимой приверженностью Эдмунда, вероятно, были дела Святой Земли, поскольку в течение последних 25 лет жизни он был связан с Крестовыми походами. Его отец и брат доверяли ему в военных вопросах, поэтому он, по-видимому, был достаточно грамотным воином и военачальником. Но самой примечательной чертой его характера, по мнению С. Ллойда, была неизменная верность сначала отцу, а потом брату. Не зря Эдуард I говорил об Эдмунде как о «самом дорогом и единственном брате, который всегда был предан нам и делам нашего королевства, и в котором сияли доблесть и многие дары благодати, … чья потеря опустошила нас и всё наше королевство».

## Прозвище
За Эдмундом в истории закрепилось прозвище «Горбатый» (англ. Crouchback). Существует легенда, что якобы в 1385 году Джон Гонт утверждал, будто это прозвище подразумевает физическое уродство, из-за которого принца, который был старшим сыном Генриха III, отвергли от наследования как неспособного к правлению. Высказывались предположения, что «эта басня, по-видимому, была придумана Генрихом Ланкастерским» (королём Генрихом IV), когда он предъявил права на престол. По мнению современных исследователей, Эдмунд получил прозвище во время Крестового похода и оно является искажением слова Crossback (крестоносец).

## Семья и дети
1-й брак: с 8 апреля 1269 года (Вестминстер) Авелина де Форс (20 января 1259 — 10 ноября 1274), графиня Омаль с 1269 года, дочь Уильяма де Форса (умер в 1260), графа Омальского, и Изабеллы де Ревьерс. Брак был бездетным.
2-й брак: между 18 декабря 1275 года и 18 января 1276 года (Париж) Бланка д’Артуа (1248 — 2 мая 1302), дочь Роберта I, графа Артуа, и Матильды Брабантской, вдова Генриха I Толстого, короля Наварры и графа Шампани. Дети:
- Томас Плантагенет (около 1278 — 22 марта 1322), 2-й граф Ланкастер и Лестер с 1296 года, граф Линкольн (по праву жены) с 1311 года[18].
- Генри Плантагенет (около 1280 — 25 марта 1345), барон Монмут с 1296 года, 3-й граф Лестер с 1324 года, 3-й граф Ланкастер с 1326 года[21].
- Джон Плантагенет (до 1286—1289), сеньор де Бофор.
- Мария Плантагенет (1284—1289).